# Măcăleandru auriu
Măcăleandrul auriu (Tarsiger chrysaeus) este o specie de pasăre paseriforme din familia Muscicapidae tipică Asiei de Sud-Est. A fost descoperit pentru prima dată în 1845 de Brian Houghton Hodgson, un naturalist britanic. Este o specie de pasăre cântătoare de 14-15 cm lungime cunoscută pentru culoarea sa aurie.  Greutatea unei păsări mature variază de la 12 la 15 grame.

## Galerie

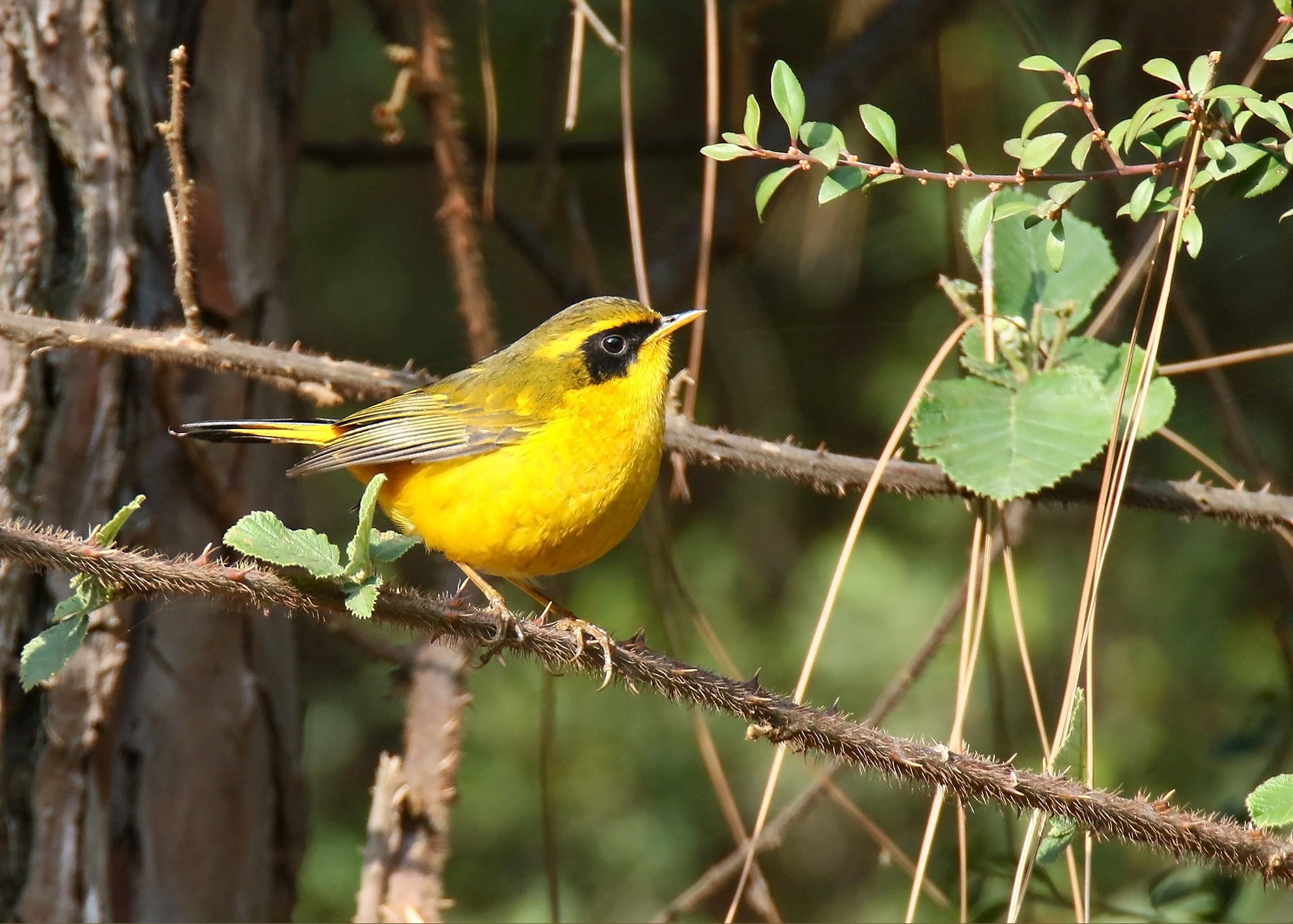
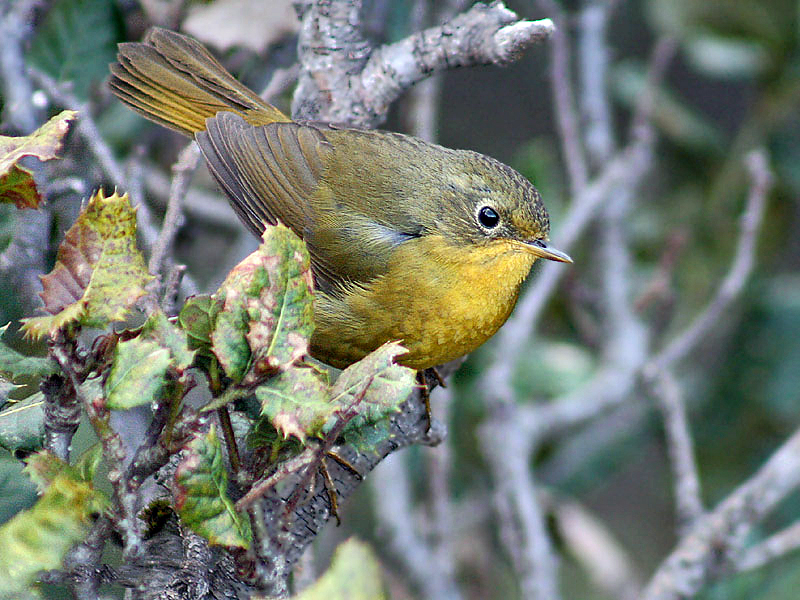
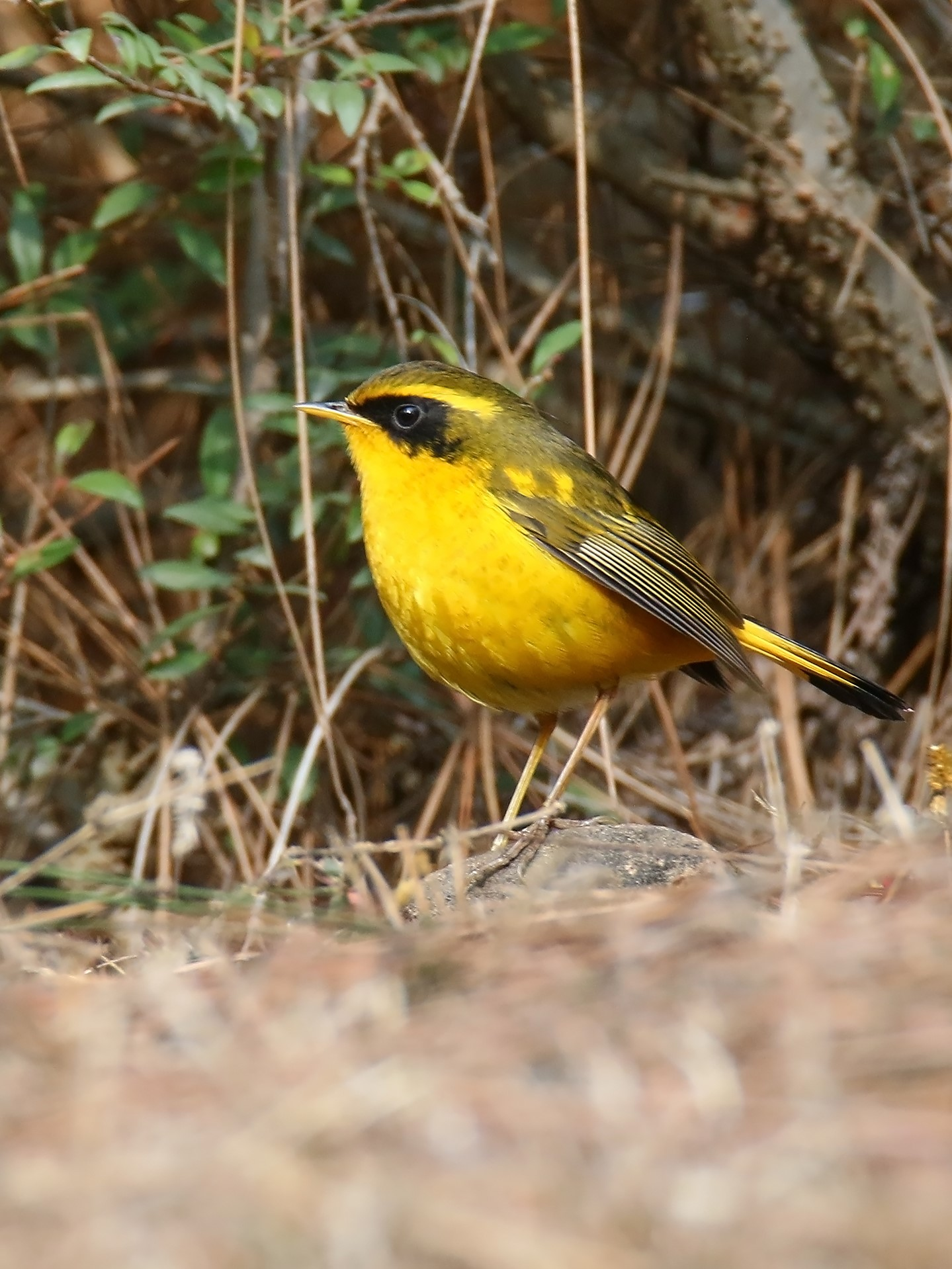